# Fussballclub Aarau 1902 2007-2008
Questa voce raccoglie le informazioni riguardanti il Fussballclub Aarau 1902 nelle competizioni ufficiali della stagione 2007-2008.

## Stagione
Nella stagione 2007-2008 l'Aarau, allenato da Ryszard Komornicki, concluse il campionato di Super League al 5º posto. In Coppa Svizzera l'Aarau fu eliminato al secondo turno dal Kriens.

## Rosa
| N. |                      | Ruolo | Calciatore         |
| -- | -------------------- | ----- | ------------------ |
| 1  | Svizzera (bandiera)  | P     | Ivan Benito        |
| 5  | Svizzera (bandiera)  | D     | Sven Christ        |
| 6  | Svizzera (bandiera)  | C     | Sandro Burki       |
| 7  | Brasile (bandiera)   | D     | Paulinho           |
| 8  | Brasile (bandiera)   | C     | Carlinhos          |
| 9  | Tunisia (bandiera)   | A     | Aymen Bouchhioua   |
| 10 | Brasile (bandiera)   | A     | Rogério            |
| 11 | Kosovo (bandiera)    | C     | Kristian Nushi     |
| 12 | Argentina (bandiera) | A     | Francisco Guerrero |
| 13 | Argentina (bandiera) | C     | Sergio Bastida     |
| 14 | Svizzera (bandiera)  | C     | Daniel Tarone      |

| N. |                        | Ruolo | Calciatore           |
| -- | ---------------------- | ----- | -------------------- |
| 15 | Svizzera (bandiera)    | D     | Jonas Elmer          |
| 16 | Romania (bandiera)     | A     | Cristian Florin Ianu |
| 17 | Svizzera (bandiera)    | C     | Gürkan Sermeter      |
| 19 | Lussemburgo (bandiera) | C     | Mario Mutsch         |
| 20 | Algeria (bandiera)     | C     | Djamel Mesbah        |
| 21 | Svizzera (bandiera)    | D     | Giuseppe Rapisarda   |
| 22 | Svizzera (bandiera)    | A     | Goran Antić          |
| 23 | Svizzera (bandiera)    | P     | Massimo Colomba      |
| 24 | Svizzera (bandiera)    | D     | Frédéric Page        |
| 28 | Ungheria (bandiera)    | D     | Gábor Nagy           |
| 30 | Svizzera (bandiera)    | P     | Sascha Studer        |

## Organigramma societario
Area tecnica
- Allenatore: Ryszard Komornicki
- Allenatore in seconda: Jeff Saibene
- Preparatore dei portieri: Neno Kuruzovic
- Preparatori atletici:

## Calciomercato

### Sessione estiva
| Acquisti | Acquisti             | Acquisti             | Acquisti |
| R.       | Nome                 | da                   | Modalità |
| -------- | -------------------- | -------------------- | -------- |
| C        | Sergio Bastida       | Nea Salamis          |          |
| D        | Jonas Elmer          | Chelsea (R)          |          |
| A        | Francisco Guerrero   | YF Juventus          |          |
| A        | Cristian Florin Ianu | Bellinzona           |          |
| C        | Mario Mutsch         | Alemannia Aquisgrana |          |
| C        | Kristian Nushi       | Wil                  |          |
| D        | Giuseppe Rapisarda   | Wohlen               |          |
| C        | Daniel Tarone        | Sciaffusa            |          |

| Cessioni | Cessioni         | Cessioni     | Cessioni |
| R.       | Nome             | a            | Modalità |
| -------- | ---------------- | ------------ | -------- |
| P        | Sascha Studer    | Wohlen       |          |
| C        | Tobias Müller    | Wohlen       |          |
| A        | Vahe T'adewosyan | Urartu       |          |
| C        | Hocine Achiou    | USM Alger    |          |
| D        | Admir Bilibani   | Nea Salamis  |          |
| D        | Erich Brabec     | Slavia Praga |          |
| D        | Fernando Carreño | Altach       |          |
| A        | Christian Pouga  | Bellinzona   |          |

### Sessione invernale
| Acquisti | Acquisti      | Acquisti | Acquisti |
| R.       | Nome          | da       | Modalità |
| -------- | ------------- | -------- | -------- |
| P        | Sascha Studer | Wohlen   |          |

| Cessioni | Cessioni        | Cessioni | Cessioni |
| R.       | Nome            | a        | Modalità |
| -------- | --------------- | -------- | -------- |
| D        | Samuele Preisig | Lugano   |          |

## Risultati

### Super League

#### Prima fase, girone di andata
| Arbitro: | Rogalla |

|           |           |             |
| Burki 44’ | Marcatori | 14’ Zayatte |

| Arbitro: | Busacca |

|                            |           |  |
| Saborío 25’, 55’ Reset 46’ | Marcatori |  |

| Arbitro: | Grossen |

|                  |           |             |
| Chipperfield 63’ | Marcatori | 72’ Rogério |

| Arbitro: | Bertolini |

|                            |           |                           |
| Sermeter 62’ Carlinhos 90’ | Marcatori | 23’ Renggli 30’ Bobadilla |

| Arbitro: | Laperrière |

|                            |           |                                           |
| Ferreira 31’ Gavatorta 87’ | Marcatori | 1’, 8’ Sermeter 50’, 66’ Ianu 82’ Rogério |

| Aarau 18 agosto 2007, ore 17:45 CEST 6ª giornata | Aarau | 0 – 0 referto | Lucerna | Stadion Brügglifeld (7 400 spett.)\| Arbitro: \| Kever \| |
| Arbitro:                                         | Kever |               |         |                                                           |

| Arbitro: | Petignat |

|                       |           |               |
| Nuzzolo 56’ Besle 90’ | Marcatori | 42’ Rapisarda |

| Arbitro: | Grossen |

|            |           |                     |
| Mutsch 57’ | Marcatori | 2’ (aut.) Rapisarda |

| Arbitro: | Busacca |

|          |           |          |
| Ural 15’ | Marcatori | 78’ Ianu |

#### Prima fase, girone di ritorno
| Arbitro: | Rogalla |

|                                              |           |              |
| Kallio 38’, 64’ Hochstrasser 39’ Häberli 44’ | Marcatori | 81’ Sermeter |

| Arbitro: | Circhetta |

|                  |           |  |
| Rogério 15’, 55’ | Marcatori |  |

| Arbitro: | Kever |

|  |           |                                     |
|  | Marcatori | 19’ Nakata 37’ Eduardo 41’ Streller |

| Arbitro: | Hänni |

|                   |           |          |
| Santos 49’ (rig.) | Marcatori | 71’ Ianu |

| Arbitro: | Circhetta |

|                                           |           |  |
| Ianu 9’, 26’ Rogério 19’, 24’ Bastida 57’ | Marcatori |  |

| Lucerna 4 novembre 2007, ore 16:00 CET 15ª giornata | Lucerna | 0 – 0 referto | Aarau | Stadion Allmend (9 276 spett.)\| Arbitro: \| Drabek \| |
| Arbitro:                                            | Drabek  |               |       |                                                        |

| Arbitro: | Studer |

|                                        |           |                        |
| Page 10’ Quennoz 41’ (aut.) Tarone 85’ | Marcatori | 24’ Chihab 51’ Merenda |

| Arbitro: | Laperrière |

|  |           |          |
|  | Marcatori | 11’ Ianu |

| Arbitro: | Busacca |

|                  |           |                           |
| Rogério 16’, 52’ | Marcatori | 48’ Fernández 74’ Aguirre |

#### Seconda fase, girone di andata
| Arbitro: | Rogalla |

|                                  |           |               |
| Nushi 25’ Ianu 43’ Rapisarda 83’ | Marcatori | 35’ Fernández |

| Arbitro: | Circhetta |

|                      |           |  |
| Lustrinelli 10’, 71’ | Marcatori |  |

| Arbitro: | Grossen |

|             |           |                             |
| Rogério 71’ | Marcatori | 5’ (aut.) Benito 31’ Zárate |

| Arbitro: | Bertolini |

|                                     |           |          |
| Majstorović 14’ (rig.) Carlitos 71’ | Marcatori | 28’ Page |

| Arbitro: | Petignat |

|  |           |                               |
|  | Marcatori | 43’ (aut.) Christ 75’ Häberli |

| Arbitro: | Circhetta |

|             |           |                      |
| Merenda 16’ | Marcatori | 35’ Rogério 64’ Ianu |

| Arbitro: | Studer |

|               |           |  |
| Rapisarda 77’ | Marcatori |  |

| Arbitro: | Zimmermann |

|               |           |          |
| Ba 47’ (rig.) | Marcatori | 49’ Ianu |

| Arbitro: | Wildhaber |

|                        |           |  |
| Sermeter 53’ Nushi 60’ | Marcatori |  |

#### Seconda fase, girone di ritorno
| Arbitro: | Petignat |

|              |           |  |
| Grosicki 89’ | Marcatori |  |

| Arbitro: | Bertolini |

|                             |           |  |
| Page 42’ Nushi 50’ Ianu 65’ | Marcatori |  |

| Zurigo 13 aprile 2008, ore 16:00 CEST 30ª giornata | Zurigo | 0 – 0 referto | Aarau | Stadio Letzigrund (9 100 spett.)\| Arbitro: \| Studer \| |
| Arbitro:                                           | Studer |               |       |                                                          |

| Arbitro: | Rogalla |

|                       |           |                   |
| Burki 88’ Rogério 90’ | Marcatori | 9’ Rossi 12’ Lang |

| Arbitro: | Busacca |

|                                       |           |  |
| Yakın 36’, 55’ Doubaï 60’ Häberli 79’ | Marcatori |  |

| Arbitro: | Laperrière |

|                                 |           |                        |
| Rogério 50’ Sermeter 64’ (rig.) | Marcatori | 19’ Streller 70’ Ergić |

| Arbitro: | Circhetta |

|                         |           |  |
| Salatic 52’ Renggli 78’ | Marcatori |  |

| Arbitro: | Zimmermann |

|                          |           |                 |
| Rapisarda 22’ Tarone 54’ | Marcatori | 42’ Lustrinelli |

| San Gallo 10 maggio 2008, ore 17:45 CEST 36ª giornata | San Gallo | 0 – 0 referto | Aarau | Stadio Espenmoos (11 300 spett.)\| Arbitro: \| Rogalla \| |
| Arbitro:                                              | Rogalla   |               |       |                                                           |

### Coppa Svizzera
| 15 settembre 2007, ore 17:00 CEST Primo turno | Sarnen | 1 – 7 | Aarau |  |

| 20 ottobre 2007, ore 17:30 CEST Secondo turno | Kriens | 1 – 0 | Aarau |  |

## Statistiche

### Statistiche di squadra
| Competizione   | Punti | In casa | In casa | In casa | In casa | In casa | In casa | In trasferta | In trasferta | In trasferta | In trasferta | In trasferta | In trasferta | Totale | Totale | Totale | Totale | Totale | Totale | DR |
| Competizione   | Punti | G       | V       | N       | P       | Gf      | Gs      | G            | V            | N            | P            | Gf           | Gs           | G      | V      | N      | P      | Gf     | Gs     | DR |
| -------------- | ----- | ------- | ------- | ------- | ------- | ------- | ------- | ------------ | ------------ | ------------ | ------------ | ------------ | ------------ | ------ | ------ | ------ | ------ | ------ | ------ | -- |
| Super League   | 47    | 18      | 8       | 7       | 3       | 32      | 21      | 18           | 3            | 7            | 8            | 15           | 27           | 36     | 11     | 14     | 11     | 47     | 48     | -1 |
| Coppa Svizzera | -     | 0       | 0       | 0       | 0       | 0       | 0       | 2            | 1            | 0            | 1            | 7            | 2            | 2      | 1      | 0      | 1      | 7      | 2      | +5 |
| Totale         | 47    | 18      | 8       | 7       | 3       | 32      | 21      | 20           | 4            | 7            | 9            | 22           | 29           | 38     | 12     | 14     | 12     | 54     | 50     | +4 |

### Andamento in campionato
| Giornata  | 1 | 2 | 3 | 4 | 5 | 6 | 7 | 8 | 9 | 10 | 11 | 12 | 13 | 14 | 15 | 16 | 17 | 18 | 19 | 20 | 21 | 22 | 23 | 24 | 25 | 26 | 27 | 28 | 29 | 30 | 31 | 32 | 33 | 34 | 35 | 36 |
| --------- | - | - | - | - | - | - | - | - | - | -- | -- | -- | -- | -- | -- | -- | -- | -- | -- | -- | -- | -- | -- | -- | -- | -- | -- | -- | -- | -- | -- | -- | -- | -- | -- | -- |
| Luogo     | C | T | T | C | T | C | T | C | T | T  | C  | C  | T  | C  | T  | C  | T  | C  | C  | T  | C  | T  | C  | T  | C  | T  | C  | T  | C  | T  | C  | T  | C  | T  | C  | T  |
| Risultato | N | P | N | N | V | N | P | N | N | P  | V  | P  | N  | V  | N  | V  | V  | N  | V  | P  | P  | P  | P  | V  | V  | N  | V  | P  | V  | N  | N  | P  | N  | P  | V  | N  |
| Posizione | 4 | 9 | 9 | 9 | 6 | 7 | 8 | 7 | 7 | 8  | 7  | 9  | 9  | 5  | 5  | 5  | 4  | 4  | 4  | 4  | 4  | 6  | 6  | 5  | 5  | 5  | 4  | 5  | 4  | 4  | 5  | 5  | 5  | 6  | 5  | 5  |

Legenda:

Luogo: C = Casa; T = Trasferta. Risultato: V = Vittoria; N = Pareggio; P = Sconfitta.

### Statistiche dei giocatori
| G. Antić      | 25 | 0  | 2 | 0 |
| S. Bastida    | 32 | 1  | 3 | 0 |
| I. Benito     | 36 | 0  | 1 | 0 |
| A. Bouchhioua | 6  | 0  | 2 | 0 |
| S. Burki      | 30 | 2  | 4 | 0 |
| C. Carlinhos  | 21 | 1  | 1 | 0 |
| S. Christ     | 25 | 0  | 6 | 0 |
| M. Colomba    | 0  | 0  | 0 | 0 |
| J. Elmer      | 29 | 0  | 3 | 1 |
| F. Guerrero   | 6  | 0  | 0 | 0 |
| C. Ianu       | 36 | 11 | 2 | 0 |
| D. Mesbah     | 31 | 0  | 9 | 0 |
| M. Mutsch     | 22 | 1  | 3 | 0 |
| G. Nagy       | 0  | 0  | 0 | 0 |
| K. Nushi      | 34 | 3  | 3 | 0 |
| F. Page       | 26 | 3  | 3 | 0 |
| P. Paulinho   | 34 | 0  | 4 | 1 |
| G. Rapisarda  | 29 | 4  | 2 | 0 |
| R. Rogério    | 35 | 12 | 3 | 0 |
| G. Sermeter   | 32 | 6  | 3 | 0 |
| S. Studer     | 0  | 0  | 0 | 0 |
| D. Tarone     | 13 | 2  | 0 | 0 |